# پل پرنس ادوارد
پل پرنس اِدوارد (به زبان انگلیسی: Prince Edward Viaduct) که با نام پل بِلور نیز شناخته می‌شود، یک پل قوسی خرپایی در شهر تورنتو در کشور کانادا است که خیابان بِلور را به خیابان دَنفورت متصل می‌کند و رودخانه دان از زیر آن می‌گذرد. معمار این پل ادوارد بورک بود.
طول پل پرنس ادوارد ۴۹۴ متر و ارتفاع آن ۴۰ متر است. این پل دوطبقه است و جاده این پل دارای پنج لاین مخصوص خودرو (سه لاین در قسمت شرقی و دو لاین در قسمت غربی) و یک لاین مخصوص دوچرخه در هر دوطرف است. متروی این پل در طبقه پایین، ایستگاه برودویو در شرق را به ایستگاه‌های کستل فرانک و شربورن در غرب متصل می‌کند.

## تاریخچه
ساخت این پل در سال ۱۹۱۸ میلادی به پایان رسید و نام ادوارد هشتم را روی آن گذاشتند. هزینه نهایی ساخت این پل ۲٬۴۸۰٬۳۴۹٫۰۵ دلار کانادا (برابر ۳۶/۳ میلیون دلار کانادا در سال ۲۰۱۷ میلادی ) بود.

## معضلات

### خودکشی
پل پرنس ادوارد یکی از مکان‌های معروف خودکشی در جهان است. از زمان ساخت این پل تا سال ۲۰۰۳ میلادی بیش از ۵۰۰ مورد خودکشی در این پل گزارش شده‌است. این پل بعد از پل گلدن گیت در سان‌فرانسیسکو، مرگ آورترین سازه ایستاده در آمریکای شمالی است. در سال ۱۹۹۷ میلادی آمار خودکشی با یک مورد خودکشی در هر ۲۲ روز، به اوج خود رسید. در سال ۱۹۵۷ میلادی نیز یک کودک هنگام راه رفتن روی نرده‌های این پل به‌طور تصادفی به پایین پرت شد و جان خود را از دست داد.
شمار زیاد خودکشی‌ها در این پل منجر به ساخت یک نرده ضد خودکشی در دوطرف پل شد. طرح این نرده در سال ۱۹۹۸ میلادی پیشنهاد شد اما تا سال ۲۰۰۳ به خاطر مشکلات مالی دولت به تعویق افتاد. این نرده سرانجام در سال ۲۰۰۳ نصب شد و هزینه نهایی آن ۵/۵ میلیون دلار کانادا بود که ۲/۵ میلیون دلار آن از پول مالیات دهندگان تأمین شد.
نام این نرده را پرده درخشان (به زبان انگلیسی: Luminous Veil) گذاشتند و معمار آن درک روینگتون بود. این نرده از ۹ هزار میله پولادی با ارتفاع ۵ متر و فاصله ۱۲/۷ سانتی‌متر از یکدیگر تشکیل شده‌است. در ابتدا هزینه زیاد مانع از نصب نورافکن‌ها در بالای قسمت افقی نرده‌ها شد، و نصب نورافکن تا سال ۲۰۱۵ میلادی به تعویق افتاد. پرده درخشان در سال ۱۹۹۹ میلادی یک جایزه معماری دریافت کرد.

## نگارخانه

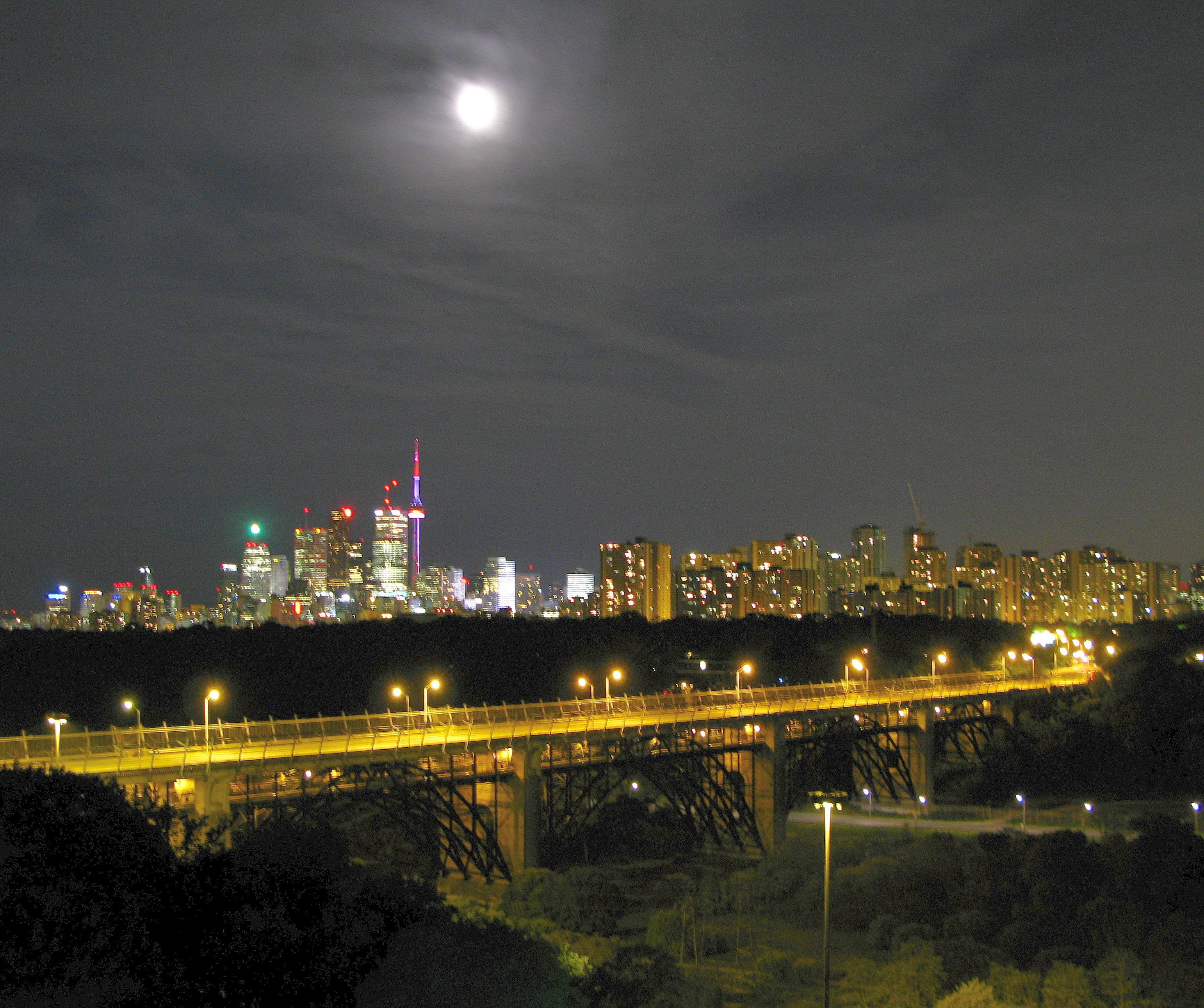
پل در شب
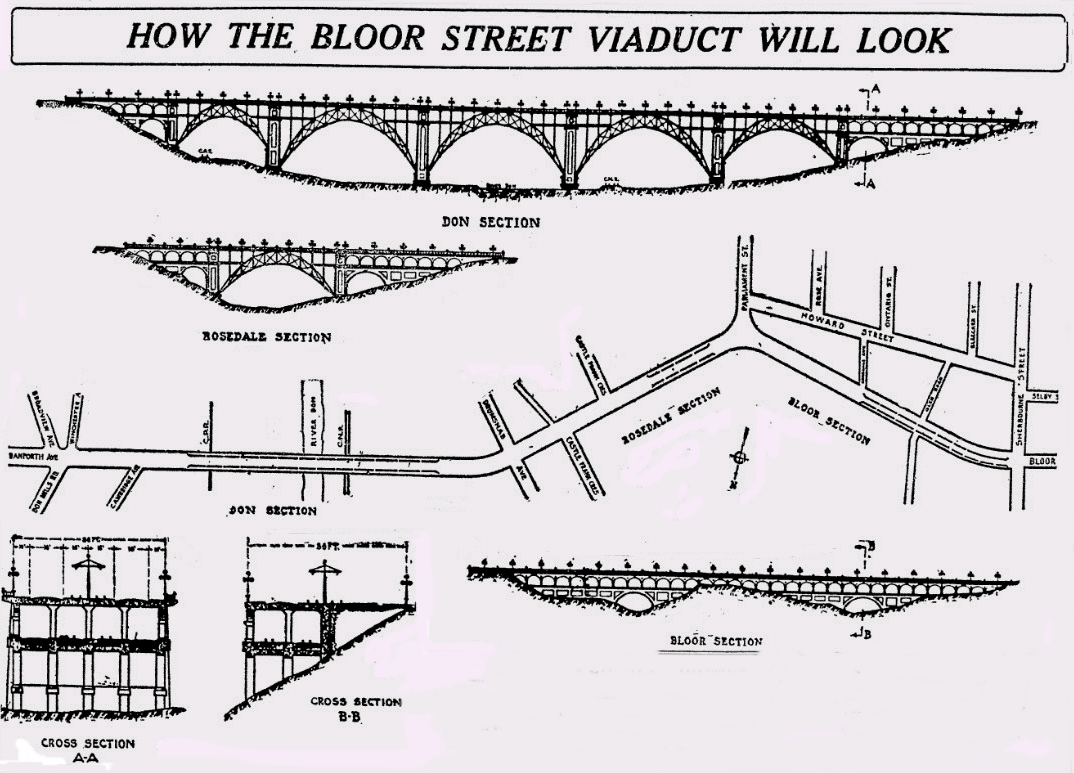
طرح اصلی پل که در دسامبر سال ۱۹۱۲ میلادی منتشر شد
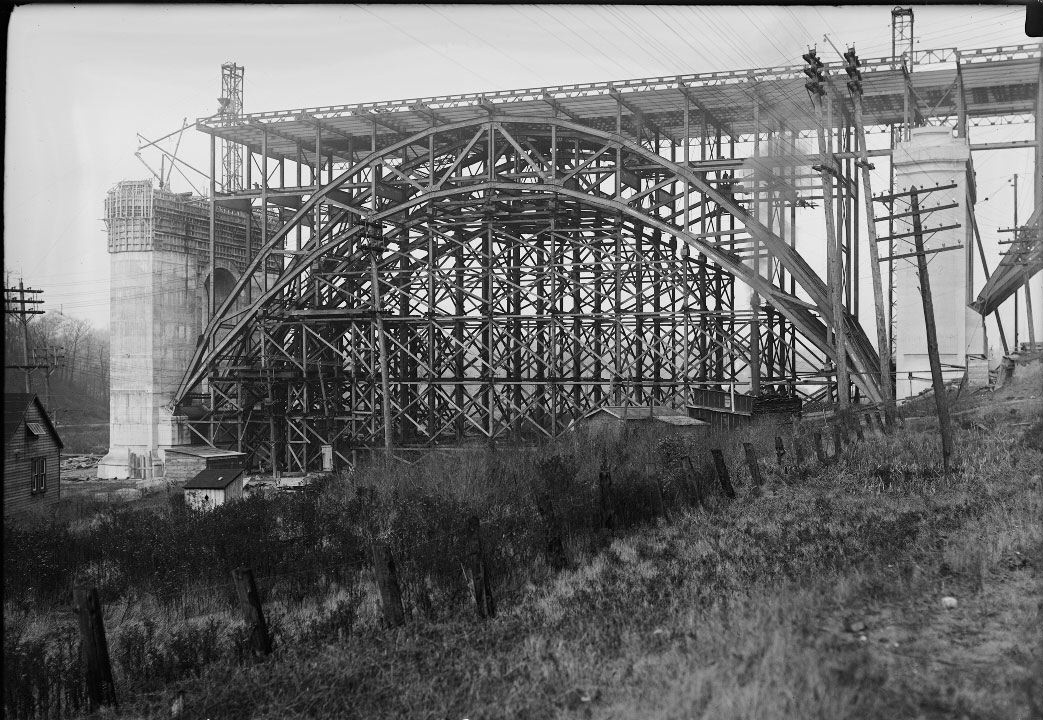
ساخت و ساز پل پرنس ادوارد در سال ۱۹۱۶ میلادی
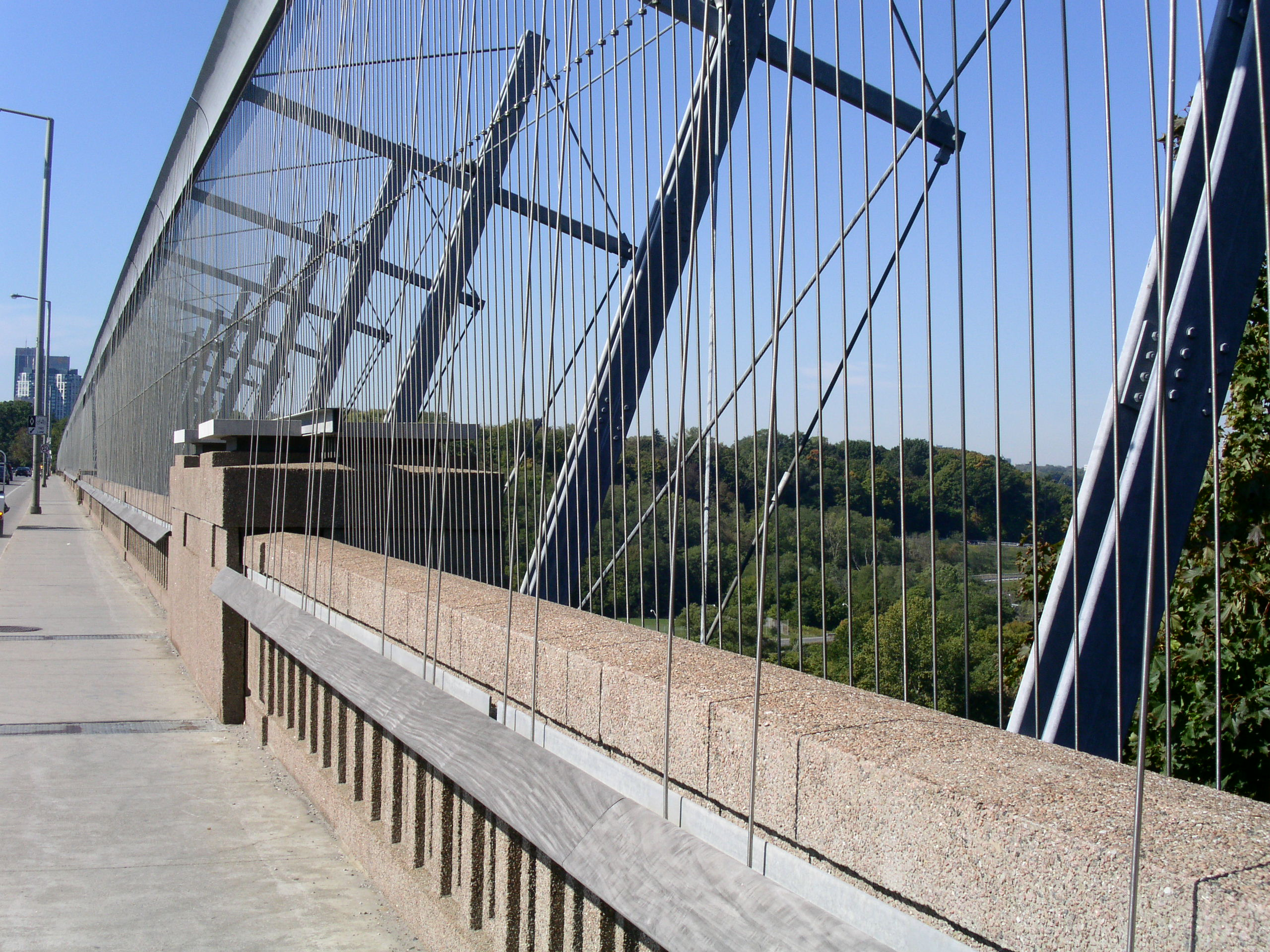
نرده‌های ضد خودکشی نصب شده بر روی پل پرنس ادوارد